# تنها بازمانده
تنها بازمانده (به انگلیسی: Lone Survivor) یک فیلم جنگی آمریکایی به نویسندگی و کارگردانی پیتر برگ است. این فیلم بر اساس کتابی به همین نام در سال ۲۰۰۷، نوشتهٔ مارکوس لوترل، با همکاری رمان‌نویس بریتانیایی پاتریک رابینسون ساخته شده‌است. در این فیلم بازیگرانی همچون مارک والبرگ، تیلور کیچ، امیل هرش، بن فاستر و اریک بانا ایفای نقش می‌کنند. تنها بازمانده توسط یونیورسال استودیوز به صورت اکران محدود در ۲۵ دسامبر ۲۰۱۳ در ایالات متحده به نمایش درآمد.

## خلاصه داستان
داستان فیلم در طی جنگ افغانستان روایت می‌شود. هدف عملیات بال‌های سرخ، دستگیری یا از پا درآوردن یکی از رهبران رده بالای طالبان است. چهار مأمور ویژه به زمین منتقل می‌شوند تا او را هدف بگیرند. مشکلی که با آن روبرو می‌شوند این است که تجهیزات رادیویی و تلفن ماهواره‌ای شان، هیچ‌یک به خوبی کار نمی‌کنند و به این ترتیب وقتی بایستی تصمیم مهمی گرفته شود، تماس پیوسته قطع و وصل می‌شود. سپس، هنگامی که خود را استتار کرده‌اند، سه نفر چوپان وارد مسیری می‌شوند که به پناهگاه آنها منتهی می‌شود.